# Chiesa di San Marcellino (Rigomagno)
La chiesa di San Marcellino si trova in località Rigomagno nel comune di Sinalunga, in provincia di Siena e diocesi di Arezzo-Cortona-Sansepolcro.

## Architettura
Risale all'XI secolo, ma ha subito ingenti rimaneggiamenti agli inizi del Novecento, quando per motivi statici venne completamente ricostruita la parete sinistra. La facciata a bozze di pietra è in stile romanico con portale centrale architravato, arco soprastante a tutto sesto e bifora terminale.
L'interno è ad un'unica navata. Due dipinti murali di due ignoti artisti operanti nel XVII secolo nell'ambito della cultura figurativa diffusa dalla bottega dei Nasini, rappresentano la Madonna col Bambino e santi.

## Opere
- Madonna col Bambino e santi, due dipinti murali (XVII secolo).